# Brakvedskronmal
Brakvedskronmal (Bucculatrix frangutella) är en fjärilsart som först beskrevs av Johann August Ephraim Goeze 1783.  Brakvedskronmal ingår i släktet Bucculatrix, och familjen kronmalar. Arten är reproducerande i Sverige.

## Bildgalleri

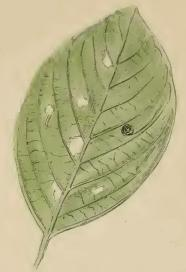
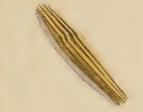
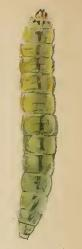
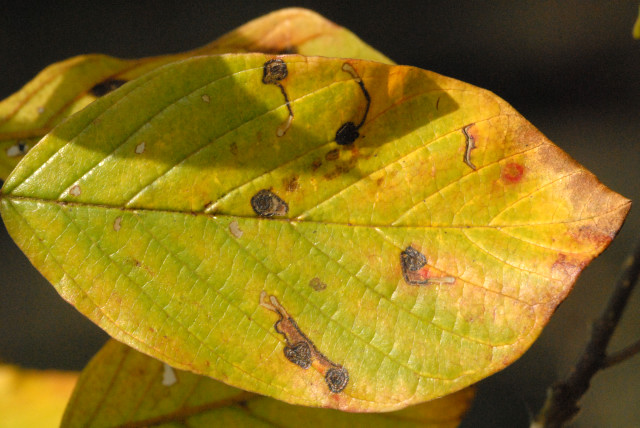
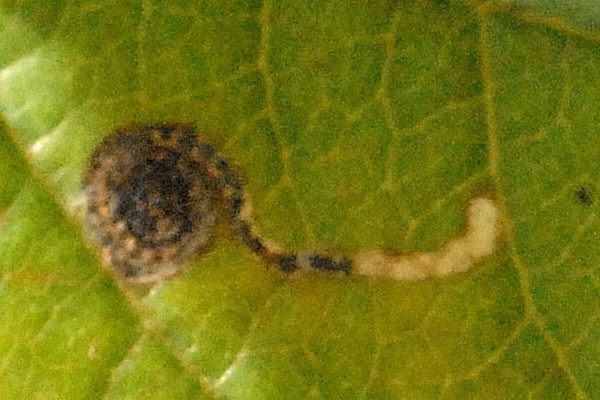